# Giberto III Borromeo
Giberto III Borromeo (Milano, 28 settembre 1615 – Nettuno, 6 gennaio 1672) è stato un cardinale italiano.

## Biografia

### Infanzia ed educazione
Era figlio di Carlo III Borromeo e Isabella; a sua volta, figlia di Ercole e Margherita d'Adda, (già vedova del conte Carlo Barbiano di Belgioioso, che si era sposata con il Borromeo l'8 febbraio 1612; la nonna paterna, era Ersilia Farnese, figlia di Ottavio duca di Parma.
Figlio cadetto, studiò (prima presso i Gesuiti a Brera poi a Pavia, dove conseguì, nel 1636, la laurea in legge) per intraprendere la carriera ecclesiastica dopo il trasferimento a Roma (1638).

### Carriera ecclesiastica
Dopo l'elezione di Giovanni Battista Pamphilj a papa con il nome di Innocenzo X, Giberto III entrò al servizio della famiglia Pamphili e, in particolare, affiancò il cardinal nepote Camillo Pamphili; nel 1645, entrò a far parte della Legazione di Avignone.
Il papa lo nominò cardinale 19 febbraio 1652 e il 23 marzo 1654 ricevette il titolo dei santi Giovanni e Paolo.
Nel 1657 papa Alessandro VII (1655-1667) lo inviò per tre anni a Ravenna come cardinal legato di Romagna.

### Morte
Morì a Nettuno nel 1672, in seguito alle conseguenze di un brutto incidente in carrozza: il suo corpo fu sepolto nella Basilica dei Santi Ambrogio e Carlo al Corso a Roma.

## Ascendenza
|                      |               |                            | Genitori                    |  |  | Nonni |  |  | Bisnonni               |  |  | Trisnonni         |  |
|                      |               |                            |                             |  |  |       |  |  | Giulio Cesare Borromeo |  |  | Federico Borromeo |  |
|                      |               |                            |                             |  |  |       |  |  | Giulio Cesare Borromeo |  |  | Federico Borromeo |  |
|                      |               | Veronica Visconti di Somma |                             |  |  |       |  |  | Giulio Cesare Borromeo |  |  |                   |  |
| Renato I Borromeo    |               |                            |                             |  |  |       |  |  | Giulio Cesare Borromeo |  |  |                   |  |
|                      |               | Margherita Trivulzio       | Renato Trivulzio            |  |  |       |  |  |                        |  |  |                   |  |
|                      |               | Margherita Trivulzio       | Renato Trivulzio            |  |  |       |  |  |                        |  |  |                   |  |
|                      |               | Margherita Trivulzio       | Isabella Borromeo           |  |  |       |  |  |                        |  |  |                   |  |
| Carlo III Borromeo   |               | Margherita Trivulzio       |                             |  |  |       |  |  |                        |  |  |                   |  |
|                      |               | Ottavio Farnese            | Pier Luigi Farnese          |  |  |       |  |  |                        |  |  |                   |  |
|                      |               | Ottavio Farnese            | Pier Luigi Farnese          |  |  |       |  |  |                        |  |  |                   |  |
|                      |               | Ottavio Farnese            | Gerolama Orsini             |  |  |       |  |  |                        |  |  |                   |  |
| Ersilia Farnese      |               | Ottavio Farnese            |                             |  |  |       |  |  |                        |  |  |                   |  |
|                      |               | …                          | …                           |  |  |       |  |  |                        |  |  |                   |  |
|                      |               | …                          | …                           |  |  |       |  |  |                        |  |  |                   |  |
|                      |               | …                          | …                           |  |  |       |  |  |                        |  |  |                   |  |
| Giberto III Borromeo |               | …                          |                             |  |  |       |  |  |                        |  |  |                   |  |
|                      | Erasmo D'Adda | Rinaldo D'Adda             |                             |  |  |       |  |  |                        |  |  |                   |  |
|                      | Erasmo D'Adda | Rinaldo D'Adda             |                             |  |  |       |  |  |                        |  |  |                   |  |
|                      | Erasmo D'Adda | Margherita di Carupo       |                             |  |  |       |  |  |                        |  |  |                   |  |
| Ercole D'Adda        | Erasmo D'Adda |                            |                             |  |  |       |  |  |                        |  |  |                   |  |
|                      |               | Isabella Bottoli           | Galasso Bottoli             |  |  |       |  |  |                        |  |  |                   |  |
|                      |               | Isabella Bottoli           | Galasso Bottoli             |  |  |       |  |  |                        |  |  |                   |  |
|                      |               | Isabella Bottoli           | …                           |  |  |       |  |  |                        |  |  |                   |  |
| Isabella D'Adda      |               | Isabella Bottoli           |                             |  |  |       |  |  |                        |  |  |                   |  |
|                      |               | Giacomo D'Adda             | Gaspare D'Adda              |  |  |       |  |  |                        |  |  |                   |  |
|                      |               | Giacomo D'Adda             | Gaspare D'Adda              |  |  |       |  |  |                        |  |  |                   |  |
|                      |               | Giacomo D'Adda             | Margherita Rabbia           |  |  |       |  |  |                        |  |  |                   |  |
| Margherita D'Adda    |               | Giacomo D'Adda             |                             |  |  |       |  |  |                        |  |  |                   |  |
|                      |               | Francesca Scarovigna       | Giovanni Antonio Scarovigna |  |  |       |  |  |                        |  |  |                   |  |
|                      |               | Francesca Scarovigna       | Giovanni Antonio Scarovigna |  |  |       |  |  |                        |  |  |                   |  |
|                      |               | Francesca Scarovigna       | Dorotea Ferrero             |  |  |       |  |  |                        |  |  |                   |  |
|                      |               | Francesca Scarovigna       |                             |  |  |       |  |  |                        |  |  |                   |  |